# 葉錦菁
葉錦菁（1961年1月19日—），香港公務員，曾擔任荃灣民政事務專員。她在1990年加入香港政府任職於政務主任職系，曾在布政司署、政府總部、工業貿易署及大學教育資助委員會秘書處等多個部門及決策局任職。她自2012年起出任荃灣民政事務專員超過九年，更延任至2021年10月才退休，官至首長級丙級政務官。

## 早年生活
葉錦菁生於1961年1月19日。她在威斯康星大学麦迪逊分校取得理學學士學位，以及在史丹佛大學取得理學碩士學位。

## 公務員生涯

### 前期生涯
葉錦菁於1990年3月加入香港政府入職政務主任並於布政司署工商科擔任助理工商司。她在1991年初被調派至政務總署供職，至1992年初又被派遣至皇家香港警察。闊別布政司署3年，她在1994年春季返回布政司署並於保安科擔任助理保安司。
在累積不同崗位經驗後，葉於1996年4月晉升為高級政務主任，並在同年9月被調派至中央政策組。她自1997年11月起返回政府總部出任庫務局首席助理局長約兩年半，負責政府的投資項目的庫務決策，並升任首長級丙級政務官。葉錦菁在2000年4月獲委任為貿易署助理處長，亦在貿易署於同年7月1日重組為工業貿易署後繼續出任助理署長。她在任內主要負責香港參與亚太经济合作组织的工作及香港與組織成員的經貿往來，並出任相關委員會的秘書長。
她隨後在2000年代中期於民政事務局擔任首席助理秘書長，負責博彩牌照及公民教育等政策項目。她在2006年曾主理修訂博彩稅條例以改革對香港賽馬會的徵稅結構及規限。她除負責回答立法會提問外，亦曾代表政府出席城市論壇為草案辯護。及後，她在任內亦代表民政事務局以官方代表身份參與公民教育委員會，並針對2008年夏季奥林匹克运动会籌辦各項公民教育活動。她在2008年9月轉往大學教育資助委員會秘書處任職副秘書長，參與管理大學教育資助委員會並擔任其轄下香港研究資助局的秘書。

### 荃灣民政事務專員

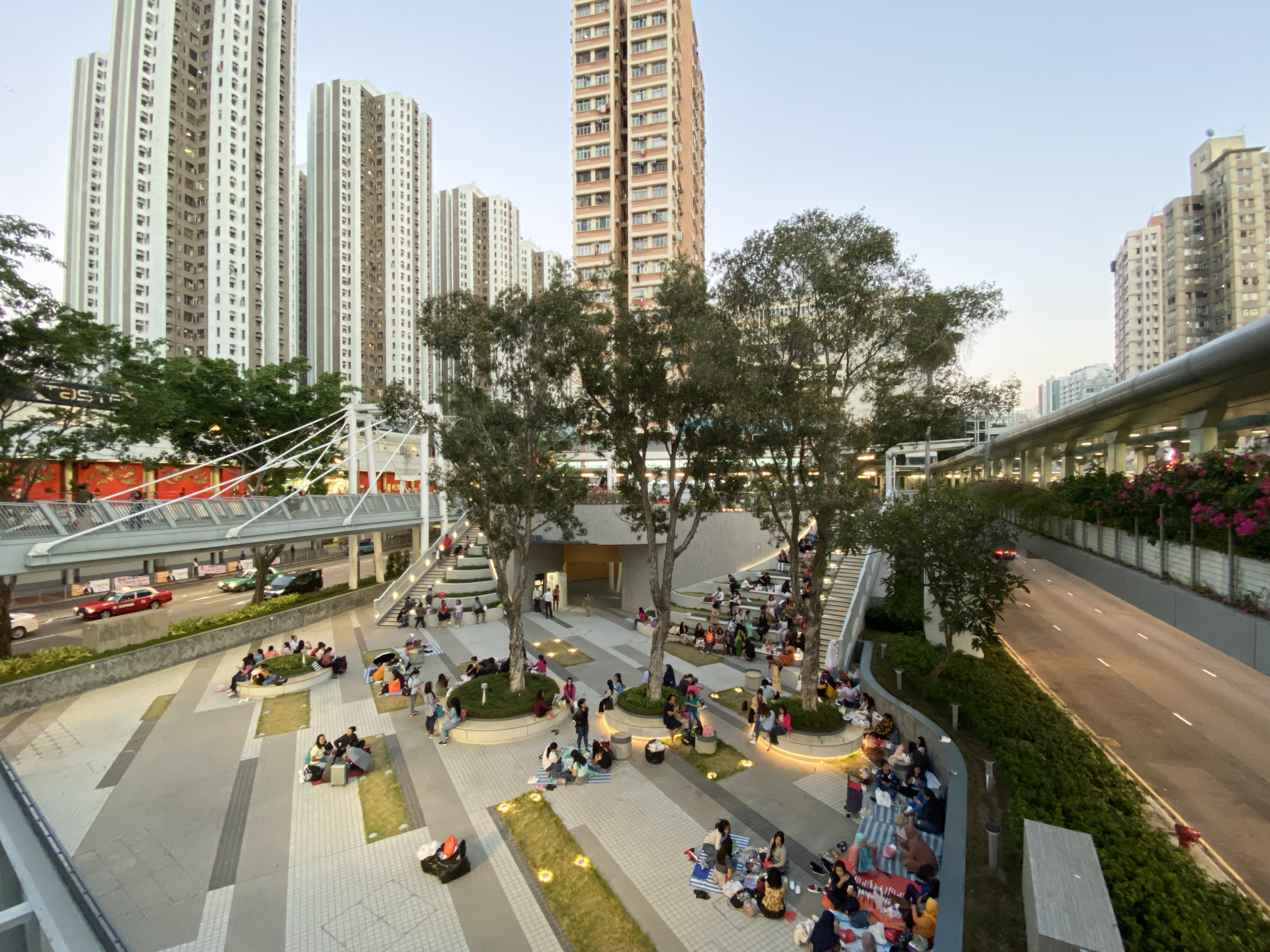
葉錦菁與荃灣區議會合作重建西樓角花園

葉錦菁在2012年5月14日獲委任為荃灣民政事務專員，並在同日起擔任官守太平紳士。她上任後繼續與香港警務處在內的其他政府部門和鄉事委員會保持良好關係。在支持區內醫療工作上，她除支持鄉事會每年捐資予仁濟醫院外
，亦親自主禮荃灣港安醫院的籌款活動以助醫院擴建。在區內建設方面，荃灣區在葉任內完善多個鄉郊、保育及重建項目，包括2013年完成的芳園書室保育計劃及鱟地坊小販市場重建工程等，惟新屯門至荃灣的單車徑工程則在2015年導致區內出現大量爭議，而她亦要在DBC數碼電台向公眾解釋工程。至於她在2016年與荃灣區議會合作以社區重點項目計劃下近億港元撥款重建的西樓角花園，則在大白象工程質疑、偷步伐木醜聞及環境滋擾爭議下於2019年完工啟用。
民主派在2019年香港區議會選舉大勝後，民主派議員在首次區議會會議上為反修例運動的傷亡人士默哀及討論就警暴設立專責小組時，葉離開會議廳引起席上的區議員不滿，她辯稱有公務需處理並向區議會致歉。除因警務處處長鄧炳強離席而依循與其他官員離席外，葉起初並不與民主派有所衝突，甚至就區議員譚凱邦動議扣除處方薪酬開支時亦不明言反對，更補充因而導致的裁員不影響秘書服務提供。不過及後葉則轉趨強硬，她在反對第23條立法及取消邀請中聯辦官員出席地區活動等議題上以與地區事務不相關為由離席，而民主派則因此而向申訴專員公署投訴葉涉嫌公職人員行為失當。
雖然葉在2021年1月已年屆60歲的退休年齡，但由於建制派向港府施壓要求儘快按《香港國安法》安排區議員宣誓，她須於專員任期內放取退休前休假並延後九個月退休，以定時處理區務。最終，她在全體區議員完成宣誓後於2021年10月17日退休，及後由區家盛接任。

## 個人生活
葉錦菁的個人興趣為音樂、閱讀及旅遊。葉在香港政府文件上早年長期使用「小姐」作為称谓，雖然在擔任民政事務專員後不少官方文件上已經改用沒顯示婚姻狀況的「女士」，但部分官方文件上的英文称谓仍為未婚人士使用的「小姐」。

## 榮譽

### 殊勳
- 官守太平紳士（J.P.）（2012年5月14日－2021年10月17日）[43]

### 頭銜
- 葉錦菁，JP（Jenny Yip Kam-ching, JP，2012年5月14日－2021年10月17日）[43]